# Varecia rubra
Il vari rosso (Varecia rubra É. Geoffroy, 1812) è una delle due specie del genere Varecia, i lemuri vari o lemuri dal collare; l'altro è il vari bianco e nero (Varecia variegata). Come tutti i lemuri, è originario del Madagascar, specialmente nelle foreste pluviali di Masoala, nel nord-est dell'isola. È uno dei primati più grandi del Madagascar con una lunghezza corporea di 53 centimetri, una coda lunga 60 centimetri ed un peso di 3,3-3,6 kg. La sua pelliccia morbida e spessa è di colore rosso e nero e sfoggia una macchia color crema o camoscio sulla nuca, ma alcuni sono noti per avere una macchia bianca o rosa sul retro degli arti o delle dita e un anello alla base della coda in un colore simile.

## Descrizione

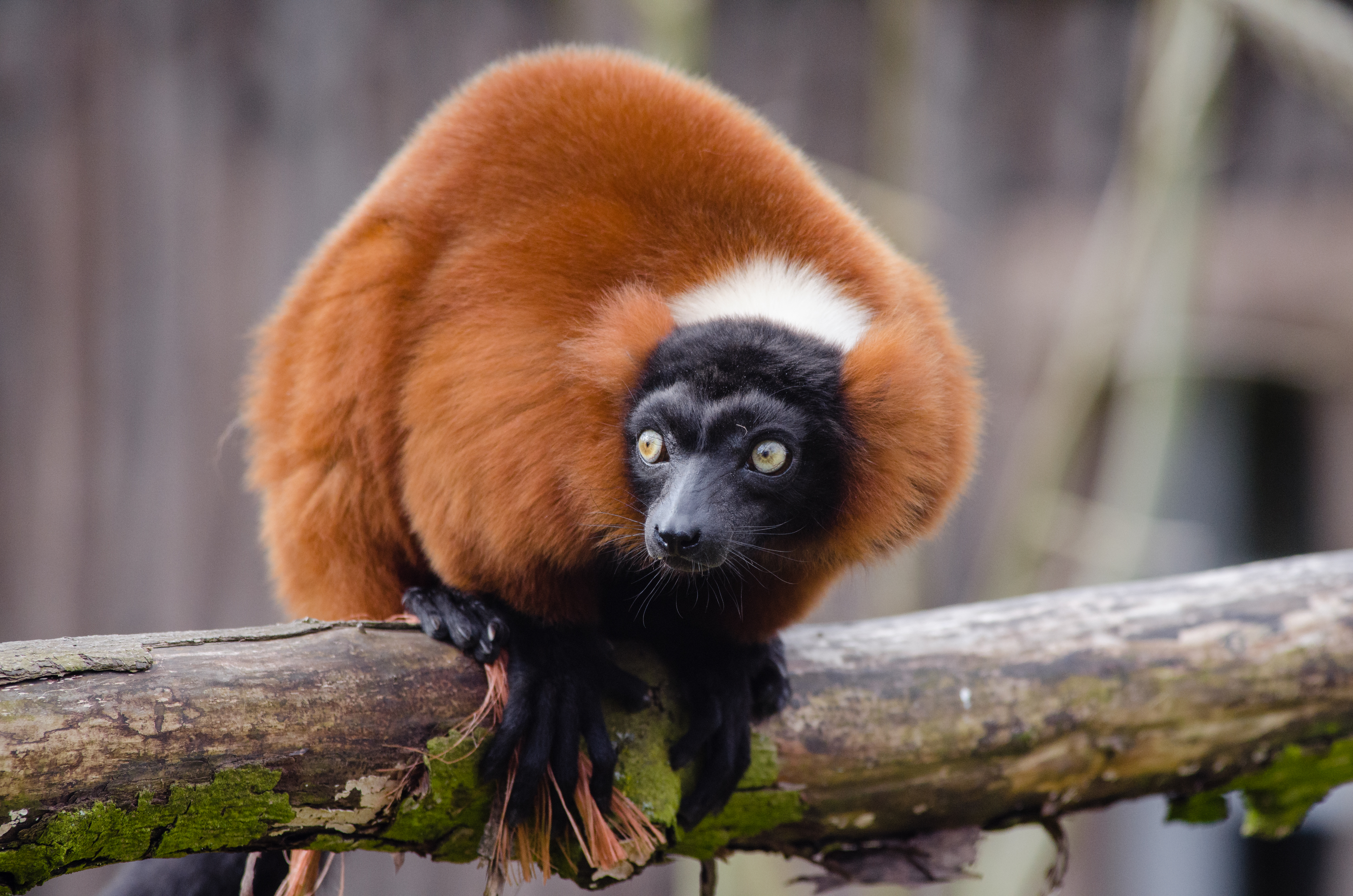
Vari rosso, V. rubra

I lemuri vari sono i membri più grandi della famiglia Lemuridae, e il vari rosso è la più grande delle due. Un esemplare adulto presenta una lunghezza corporea (senza contare la coda) di circa 53 centimetri (21 pollici), una coda lunga 60 centimetri (24 pollici), per un peso di 3,3-3,6 kg (7,3-7,9 libbre). Le femmine sono leggermente più grandi dei maschi. Hanno corpi snelli e lunghi arti, un muso stretto e lungo e piccole orecchie a volte nascoste dalla lunga pelliccia che forma il collare intorno al collo che dà il nome lemuri dal collare a questi animali.
Come suggerisce il nome, hanno una colorazione rosso-ruggine o rosso-mattone sulla parte superiore del corpo. La testa, lo stomaco, la coda, i piedi e l'interno degli arti sono invece neri. Hanno una macchia bianca sul retro del collo e possono anche avere segni bianchi sui piedi o sulla bocca.

## Biologia
Ha abitudini diurne e arboricole.
Vive in piccoli gruppi di 2-16 individui, ma talora anche più numerosi.

### Alimentazione
La sua dieta è costituita primariamente da frutti, nettare e polline, in misura minore da foglie e semi.

### Comunicazione
Utilizza una gamma differenziata di vocalizzazioni.  

### Riproduzione
L'accoppiamento avviene tra maggio e luglio.
Dopo una gestazione di 102 giorni, la femmina può partorire sino a sei piccoli (il più delle volte 2-3), numero alquanto inusuale tra i primati. I neonati sono ricoperti di pelo e sono in grado di vedere, ma non acquisiscono autonomia di movimento prima della sesta settimana di vita. Lo svezzamento avviene verso il quarto mese. Si stima che il 65% dei cuccioli non superi il terzo mese di età, a causa di cadute dagli alberi o per l'azione dei predatori.
L'aspettativa di vita del vari rosso in natura è di 15-20 anni. In cattività la soglia dei 25 anni viene raggiunta frequentemente, ed è noto un esemplare giunto sino ai 33.

## Distribuzione e habitat
L'areale della specie è ristretto alla foresta pluviale della penisola di Masoala, nel Madagascar nord-orientale. La popolazione esistente è stimata tra 1.000 e 10.000 esemplari.

## Tassonomia
V. rubra in passato era considerata una sottospecie di V. variegata (Varecia variegata rubra) ma è oggi riconosciuta come specie a sé stante.

## Conservazione
Per la ristrettezza del suo areale, minacciato dal disboscamento, e la relativa esiguità della popolazione residua, V. rubra è considerata dalla IUCN una specie in pericolo critico di estinzione.
La specie è inserita nell'Appendice I della CITES (specie di cui è assolutamente vietato il commercio).
La creazione, nel 1997, del Parco Nazionale di Masoala ha aiutato a proteggere la specie, ma parte della popolazione residua vive fuori dai confini del parco ed è soggetta alle minacce della caccia da parte delle popolazioni locali e della cattura per il commercio illegale internazionale.